# Souliphone Xaypanya
Souliphone Xaypanya (* 23. Juli 1997) ist ein laotischer Fußballspieler.

## Karriere
Souliphone Xaypanya steht seit mindestens 2020 beim Lao Police FC unter Vertrag. Der Verein aus der laotischen Hauptstadt Vientiane spielte in der ersten Liga, der Lao Premier League. 2020 absolvierte er für Police zwölf Erstligaspiele und schoss dabei sieben Tore.